# Астис (коммуна)
Асти́с (фр. Astis) — коммуна во Франции, находится в регионе Аквитания. Департамент — Атлантические Пиренеи. Входит в состав кантона Тер-де-Люи и Кото-дю-Вик-Бий. Округ коммуны — По.
Код INSEE коммуны — 64070.

## География
Коммуна расположена приблизительно в 640 км к югу от Парижа, в 160 км южнее Бордо, в 16 км к северу от По.
На востоке коммуны протекает река Люи-де-Франс.

### Климат
Климат тёплый океанический. Зима мягкая, средняя температура января — от +5°С до +13°С, температуры ниже −10 °C бывают редко. Снег выпадает около 15 дней в году с ноября по апрель. Максимальная температура летом порядка 20-30 °C, выше 35 °C бывает очень редко. Количество осадков высокое, порядка 1100 мм в год. Характерна безветренная погода, сильные ветры очень редки.

## Население
Население коммуны на 2010 год составляло 303 человек.
| 1962 | 1968 | 1975 | 1982 | 1990 | 1999 | 2010 |
| ---- | ---- | ---- | ---- | ---- | ---- | ---- |
| 111  | 101  | 98   | 163  | 198  | 265  | 303  |

## Администрация
| Период | Период | Фамилия       | Партия | Примечания |
| ------ | ------ | ------------- | ------ | ---------- |
| 2008   | 2014   | Пьеррет Барзю |        |            |
| 2014   | 2020   | Ален Каи      |        |            |

## Экономика
В 2010 году среди 212 человек трудоспособного возраста (15-64 лет) 172 были экономически активными, 40 — неактивными (показатель активности — 81,1 %, в 1999 году было 73,1 %). Из 172 активных жителей работали 160 человек (89 мужчин и 71 женщина), безработных было 12 (7 мужчин и 5 женщин). Среди 40 неактивных 19 человек были учениками или студентами, 13 — пенсионерами, 8 были неактивными по другим причинам.

## Достопримечательности
- Церковь Св. Иоанна Крестителя (XII век)[4]
- Замок Астис (XIX век)[5]

## Фотогалерея
- Астис
- Церковь Св. Иоанна Крестителя
- Школа